# فهرست فرمانروایان لئون

نشان پادشاهی لئون با سپر سلطنتی

این نوشتار شامل فهرستی از فرمانروایان لئون است.

## فرمانروایان لئون

### دودمان آستور-لئون
| تصویر | نام                | تولد          | سلطنت                             | مرگ                  | توضیحات                                        |
| ----- | ------------------ | ------------- | --------------------------------- | -------------------- | ---------------------------------------------- |
|       | اوردونیوی یکم      | ۸۳۱           | ۸۵۰ میلادی - ۲۷ مه ۸۶۶ میلادی     | ۲۷ مه ۸۶۶ میلادی     |                                                |
|       | آلفونسوی سوم       | ح. ۸۴۸        | ۸۶۶ میلادی - ۱۰ دسامبر ۹۱۰ میلادی | ۱۰ دسامبر ۹۱۰ میلادی | ملقب به بزرگ                                   |
|       | گارسیا یکم         | ح. ۸۷۱ میلادی | ۹۱۰ میلادی - ۹۱۴ میلادی           | ۹۱۴ میلادی           |                                                |
|       | اوردونیوی دوم      | ح. ۸۷۳        | ۹۱۴ میلادی - ۹۲۴ میلادی           | ۹۲۴ میلادی           | همچنین پادشاه گالیسیا از سال ۹۱۰ میلادی        |
|       | فرولا دوم          | ح. ۸۷۵        | 924 - 925                         | 924                  | همچنین پادشاه گالیسیا از ۹۲۴ و آستوریاس از ۹۱۰ |
|       | آلفونسو چهارم راهب | ح. ۸۹۰        | 924 - 931                         | 933                  | کناره‌گیری کرد                                  |
|       | رامیرو دوم         | ح. ۹۰۰        | 931 - 950                         | 950                  |                                                |
|       | Ordoño III         | ح. ۹۲۶        | 951 - 956                         | 956                  |                                                |
|       | سانچو چاق          | ؟             | 956 - 958                         | 966                  |                                                |
|       | اوردو چهارم شریر   | ح. ۹۲۶        | 958 - 960                         | 962                  |                                                |
|       | سانچو چاق          | ؟             | 960 - 966                         | 966                  |                                                |
|       | رامیرو سوم         | 961           | 966 - 984                         | 985                  |                                                |
|       | برمودو دوم نقرس    | 956           | 982 - 999                         | 999                  |                                                |
|       | آلفونسو پنجم       | 994           | 999 - 1028                        | 1028                 |                                                |
|       | برمودو III         | 1010          | 1028 - 4 سپتامبر ۱۰۳۷             | 4 سپتامبر ۱۰۳۷       |                                                |

### دودمان بورگوندی
| تصویر                                       | نام                      | تولد                   | سلطنت کن                          | مرگ                | یادداشت                                                       |
| ------------------------------------------- | ------------------------ | ---------------------- | --------------------------------- | ------------------ | ------------------------------------------------------------- |
|                                             | آلفونسوی هفتم امپراتور   | 1 مارس ۱۱۰۵            | 1135 - ۲۱ اوت ۱۱۵۷                | ۲۱ اوت ۱۱۵۷        | همچنین پادشاه گالیسیا (۱۱۱۱–۱۱۵۷) و پادشاه کاستیا (۱۱۲۶–۱۱۵۷) |
|                                             | فرناندوی دوم             | 1 مارس ۱۱۳۷            | ۲۱ اوت ۱۱۵۷–۲۲ ژانویه ۱۱۸۸        | 22 ژانویه ۱۱۸۸     |                                                               |
|                                             | آلفونسوی نهم             | ۱۵ اوت ۱۱۷۱            | 22 ژانویه ۱۱۸۸–۲۳/۲۴ سپتامبر ۱۲۳۰ | 23/24 سپتامبر ۱۲۳۰ |                                                               |
|                                             | سانچا                    | 1191/1192              | 23/24 سپتامبر ۱۲۳۰–۱۱ دسامبر ۱۲۳۰ | قبل از ۱۲۴۳        | حقوقی                                                         |
| همه پادشاهان آخرت نیز پادشاهان کاستیا بودند |                          |                        |                                   |                    |                                                               |
|                                             | فرناندوی سوم مقدس        | 30 ژوئیه یا ۵ اوت ۱۱۹۹ | 11 دسامبر ۱۲۳۰–۳۰ مه ۱۲۵۲         | 30 مه ۱۲۵۲         | همچنین پادشاه کاستیا از ۱۲۱۷، canonised در ۱٬۶۷۱              |
|                                             | آلفونسوی دهم آموخته شده  | 23 نوامبر ۱۲۲۱         | 30 مه ۱۲۵۲–۴ آوریل ۱۲۸۴           | 4 آوریل ۱۲۸۴       |                                                               |
|                                             | سانچو چهارم شجاع         | 1257 یا ۱۲۵۸           | 4 آوریل ۱۲۸۴–۲۵ آوریل ۱۲۹۵        | 25 آوریل ۱۲۹۵      |                                                               |
|                                             | فرناندوی چهارم احضار شده | 6 دسامبر ۱۲۸۵          | 25 آوریل ۱۲۹۵–۷ سپتامبر ۱۳۱۲      | 7 شهریور ۱۳۱۲      |                                                               |
|                                             | آلفونسوی یازدهم عادل     | ۱۳ اوت ۱۳۱۱            | 7 سپتامبر ۱۳۱۲–۲۶/۲۷ مارس ۱۳۵۰    | 26/27 مارس ۱۳۵۰    |                                                               |
|                                             | پیتر بی رحم              | ۳۰ اوت ۱۳۳۴            | 26/27 مارس ۱۳۵۰–۲۳ مارس ۱۳۶۹      | 23 مارس ۱۳۶۹       |                                                               |

| تصویر | نام                         | تولد           | سلطنت کن  | مرگ             | یادداشت                                                                                          |
| --- | --------------------------- | -------------- | --------- | --------------- | ------------------------------------------------------------------------------------------------ |
| | انریکه دوم                  | 13 ژانویه ۱۳۳۴ | 1369–1379 | 29 مه ۱۳۷۹      |                                                                                                  |
| | خوآن یکم                    | ۲۴ اوت ۱۳۵۸    | 1379–1390 | 9 مهر ۱۳۹۰      |                                                                                                  |
| | انریکه سوم ناتوان           | 4 مهر ۱۳۷۹     | 1390–1406 | 1406            |                                                                                                  |
| | خوآن دوم                    | 6 مارس ۱۴۰۵    | 1406–1454 | 20 ژوئیه ۱۴۵۴   |                                                                                                  |
| | انریکه چهارم ناتوان         | 5 ژانویه ۱۴۲۵  | 1454–1474 | 11 دسامبر ۱۴۷۴  |                                                                                                  |
| | ایزابلا یکم کاتولیک         | 22 آوریل ۱۴۵۱  | 1474–1504 | 28 نوامبر ۱۵۰۴  |                                                                                                  |
| | جوانا دیوانه                | 6 نوامبر ۱۴۷۹  | 1504–1555 | 12 آوریل ۱۵۵۵   | او در سال ۱۵۰۶ دیوانه شد. بازرسان او همه اعضای خانواده بودند که از بیماری او سو استفاده می‌کردند. |
| رجنتس |                             |                |           |                 |                                                                                                  |
| | فیلیپ اول خوش تیپ           | 22 ژوئیه ۱۴۷۸  | 1504–1506 | 25 سپتامبر ۱۵۰۶ | شوهر جوانا                                                                                       |
| | فرناندوی دوم، پادشاه آراگون | 10 مارس ۱۴۵۲   | 1506–1516 | 23 ژانویه ۱۵۱۶  | پدر جوانا                                                                                        |
| در این زمان (۱۵۱۶)، اتحادیه پادشاهی‌های اسپانیا به‌طور کلی اسپانیا نامیده می‌شود و کارل اول اولین پادشاه اسپانیا است. |                             |                |           |                 |                                                                                                  |
| | کارلوس اول امپراتور         | 24 فوریه ۱۵۰۰  | 1516–1556 | 21 سپتامبر ۱۵۵۸ | پسر جوانا نیز در نوع خود پادشاه است                                                              |

## شجره نامه
رنگ‌ها نشانگر پادشاهان از:
  - دودمان آستور-لئون   - دودمان خیمنا   دودمان بوزگوندی
--— خطوط نشان دهنده نسل قانونی است
- - - - خط چین نشان دهنده ازدواج است
· · · · نقطه چین نشان دهنده رابط‌ها و نسل نامشروع است